# Bombus wilmattae
Bombus wilmattae är en biart som beskrevs av Cockerell 1912. Den ingår i släktet humlor och familjen långtungebin. Inga underarter finns listade. Arten är intressant på grund av att den är en av de få sociala humlorna där arbetarna bidrar signifikant till den manliga avkomman.

## Beskrivning
Arten har övervägande svart päls på huvud och mellankropp; drottningen kan dock ha en blandning av svarta och gula hår i ansikte och på hjässan, medan hanen kan ha vita till gula hår på och kring munskölden, samt röda hår på mandiblerna. På bakkroppen har arten gula till vita hår på tergit 1 och 2, med svarta sidor på den senare. På tergit 3 kan den mittersta delen vara gul eller vit; former som är helt svarta på denna tergit förekommer. Resten av bakkroppen är svart. Kroppslängden hos drottningen är omkring 20 mm, hos arbetarna 10 till 16 mm, och hos hanarna kring 12 mm.

## Ekologi
Bombus wilmattae är troligtvis aktiv hela året. Den förekommer på höjder mellan 600 m och 2 200 m. Den är polylektisk, den flyger till blommande växter från många olika familjer, bland annat katalpaväxter som gul trumpetbuske, vindeväxter som praktvindan Ipomoea squamosa samt gurkväxter som pumpan Cucurbita ficifolia.

### Fortplantning
Hos steklar, som bland annat humlor, är hanarna till skillnad från de flesta andra djur haploida, de har bara en kromosomuppsättning per cell. Honorna är emellertid diploida, de har två kromosomuppsättningar per cell (utom könscellerna). Ett obefruktat ägg från en hona utvecklas alltid till en hane, eftersom cellen är haploid, det har bara en kromosomuppsättning (från honan). För att kunna utvecklas till en diploid hona, krävs det att det haploida ägget befruktas, så det får två uppsättningar kromosomer, en från honan och en från hanen. Vanligtvis är det drottningen som bestämmer om ett ägg ska ge upphov till en hane eller en hona, genom att låta ägget bli befruktat av den sparade sperman eller ej. Arbetare betecknas vanligen som sterila honor. Detta är inte helt korrekt; en arbetare kan inte bli befruktad, men hon kan däremot lägga ägg. Sådana ägg ger alltså alltid upphov till hanar. Vanligtvis sker detta mycket sällan, drottningens dominans över arbetarna hindrar dessa att producera några ägg. Hos denna art är det däremot mycket vanligt att arbetarna lägger ägg, så vanligt att en majoritet av hanarna är söner till arbetare.

#### Parning
Till skillnad från de flesta humlor, där honorna enbart parar sig en gång, kan Bombus wilmattaes honor vara polyandriska, de parar sig med flera hanar. De flesta är dock monogama, men polyandri är mycket vanligare hos denna art än bland andra humlor.

## Utbredning
Utbredningsområdet omfattar Guatemala (departementen Chimaltenango, Guatemala, Huehuetenango och Sololá) samt Mexiko (delstaten Chiapas).

## Taxonomi
Denna arts taxonomiska ställning är omstridd. Vissa auktoriteter betraktar den som en form av Bombus ephippiatus.